# Anna Maria Jennaert

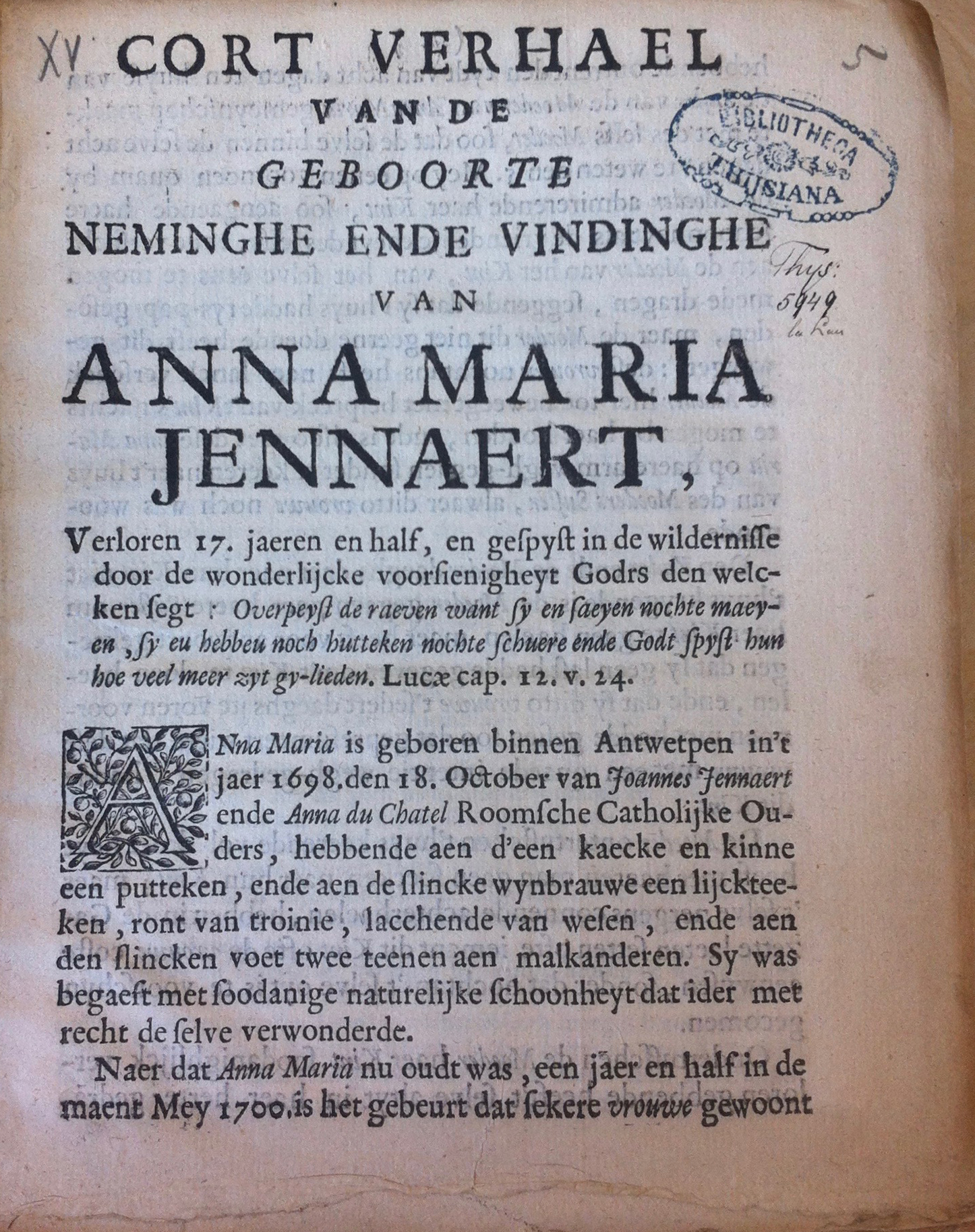
Titelpagina van het omstreeks 1718 uitgegeven pamflet met de geschiedenis van "het meisje van Overijssel"

Anna Maria Jennaert (Antwerpen, 18 oktober 1698), ook bekend als het meisje van Overijssel of de wilde deerne van Kranenburg,  was een wolfskind, een kind dat in het wild in de natuur is opgegroeid. Ze werd na een speurtocht door verontruste boeren in 1717 in de bossen van het landgoed Kranenburg bij Zwolle gevonden.

## Geschiedenis
Het zou, volgens een pamflet uit die tijd, gaan om een geheel verwilderd meisje, zonder socialisatie, dat leefde van wat ze aan plantaardig voedsel kon vinden. Ze zou niet  kunnen praten en haar achtergrond was daarom onbekend. Het meisje werd meegenomen naar Zwolle, waarna het gemeentebestuur op zoek ging naar haar identiteit. Via een bericht in een Nederlandse krant, dat werd overgenomen door buitenlandse kranten, kwam het nieuws over het gevonden meisje ook in Antwerpen. Anna du Chatel herkende daar in de beschrijving van het meisje haar dochtertje, dat op eenjarige leeftijd was ontvoerd en nooit meer teruggevonden. De moeder reisde naar Zwolle en kon aan de hand van een destijds na de ontvoering in een Antwerpse krant geplaatste advertentie waarin een aantal lichamelijke bijzonderheden stonden vermeld, aantonen dat het meisje inderdaad haar dochter was. Samen gingen ze terug naar Antwerpen.
Een bericht van enkele jaren later vermeldde dat Jennaert inmiddels huishoudelijke taken zou hebben geleerd. Zo zou ze een goede vaardigheid hebben ontwikkeld in het spinnen. Ook kon ze, aldus een pamflet uit dat jaar, een paar woorden spreken.
Deze geschiedenis van "het meisje van Overijssel" werd inzet van een wetenschappelijke discussie over de invloed van de opvoeding op de ontwikkeling van kinderen tot volwassenen. Een van de wetenschappers die dit verhaal als een illustratie zag van het door hem gemaakte onderscheid tussen de 'homo sapiens' en de 'wilde mens' was de Zweed Carl Linnaeus.
Van der Wal wijst er in haar studie op, dat er in dit soort verhalen vaak sprake is van een mengeling van feit en fictie. Ze twijfelt echter niet aan haar bestaan, omdat daarvan de tastbare bewijzen zijn gevonden in de Zwolse archieven.